# Baraived
Baraived es un pueblo venezolano que se encuentra en la península de Paraguaná.

## Toponimia
Bara en caquetío era voz general para toda clase de árbol, y Baraivere que es la forma primitiva, usaría bere como adjetivo o sustantivo, bere es igual que amargo.